# 후점근거성
후점근거성 (pAGB)은 항성 진화의 매우 후기 단계에 있는 중간 질량의 밝은 초거성의 유형이다. 후점근거성가지 단계는 점근거성가지가 끝난 후에 발생하며 이 단계에서 죽어가는 별이 처음에는 매우 차갑고 컸다가 줄어들며 뜨거워지는 모습을 볼 수 있다. 후점근거성가지 단계의 기간은 별의 초기 질량에 따라 다르며 태양질량 별의 경우 100,000년부터 더 무거운 별의 경우 1,000년이 조금 넘는 범위까지 다양하고 금속함량이 낮을수록 기간은 약간 짧아진다.
이 단계가 끝날 무렵 후점근거성은 외층이 벗겨지면서 원시행성상성운을 생성하는 경향이 있으며 이로 인해 큰 적외선 과잉이 생성되고 가시광선 영역에서 별이 가려진다. 약 30,000 K의 유효온도에 도달한 후 별은 주변 성운을 이온화하여 진정한 행성상성운을 형성할 수 있다.

## 물리적 성질
후점근거성은 매우 낮은 온도(3,000 K 이하)에서 약 30,000 K까지 가열되는 과정에 있기 때문에 온도 범위가 넓다. 엄밀히 말하면 후점근거성가지 단계는 별이 최대 온도인 100,000-200,000 K에 도달할 때 끝나지만 30,000 K을 초과하면 별은 주변 가스를 이온화하므로 후점근거성보다 행성상성운의 중심별로 더 자주 간주된다.
반면에 후점근거성의 광도는 일반적으로 후-점근거성가지 단계 전반에 걸쳐 일정하여 별의 중심핵 질량에 약간 의존하고 금속 함량이 낮을수록 약간 더 밝아진다.

## 예시
일반적으로 먼지의 가림 때문에 많은 후점근거성들은 시각적으로 상대적으로 어둡지만 여전히 육안으로 볼 수 있는 후점근거성이 일부 있으며 그 중 가장 밝은 것은 헤라클레스자리 89다.
다른 예시로는 다음을 포함한다:
- 고물자리 L2
- 황소자리 RV
- 방패자리 R
- 외뿔소자리 U